# Xylopia spruceana
Xylopia spruceana é uma espécie de magnólia. Foi descrito pela primeira vez por George Bentham e Richard Spruce .  Xylopia spruceana pertence ao gênero Xylopia, e à família Annonaceae.